# Biandronno
Biandronno (lombardul: Biandrònn) település Olaszországban, Varese megyében. Lakosainak száma 3162 fő (2023. január 1.). Biandronno Bardello con Malgesso e Bregano, Cazzago Brabbia, Gavirate, Varese, Ternate, Travedona-Monate és Inarzo községekkel határos.

## Népesség
A település népességének változása:
| Lakosok száma | 3346 | 3325 | 3162 |
|               | 2017 | 2018 | 2023 |